# Иодат плутония(IV)
Иодат плутония(IV) — неорганическое соединение,
соль плутония и иодноватой кислоты
с формулой Pu(IO3)4,
розовые или синие кристаллы,
не растворяется в воде.

## Получение
- Осаждение из раствора соли плутония(IV) иодатом калия.

## Физические свойства
Иодат плутония(IV) образует розовые или синие кристаллы
тетрагональной сингонии,
пространственная группа P 42bc,
параметры ячейки a = 0,98687 нм, c = 0,52861 нм, Z = 2
.
Не растворяется в воде.
Растворяется в смеси иодата калия и иодноватой или азотной кислот.

## Химические свойства
- Легко растворяется в разбавленном растворе сернистой кислоты с восстановлением до плутония(III).

## Применение
- Низкая растворимость иодата плутония используется для отделения плутония от лантана.